# كريستوفر كولينز (لاعب كريكت)
كريستوفر كولينز (بالإنجليزية: Christopher Collins)‏ (14 أكتوبر 1859 في المملكة المتحدة - 11 أغسطس 1919 في المملكة المتحدة) هو Horticulturist ‏ ولاعب كريكت بريطاني (وحمل سابقاً جنسية المملكة المتحدة لبريطانيا العظمى وأيرلندا). لعب مع Kent County Cricket Club ‏.

## وصلات خارجية
- كريستوفر كولينز على موقع إي آس بي آن كريك إنفو (الإنجليزية)